# Ormyrus monegricus
Ormyrus monegricus är en stekelart som beskrevs av Askew 1994. Ormyrus monegricus ingår i släktet Ormyrus och familjen kägelglanssteklar.
Artens utbredningsområde är Spanien. Inga underarter finns listade i Catalogue of Life.